# Raimundo Pais de Riba de Vizela
Raimundo Pais de Riba de Vizela foi um Rico-homem do Reino de Portugal tendo exercidos o cargo de Governador da Covilhã (entre 1196 a 1199, de Gouveia entre 1201 e 1211) e o de Besteiros (entre os anos de 1211 e 1212). Foi Senhor dos morgadios de seu pai localizados em Riba de Vizela.

## Relações familiares
Foi filho de Paio Pires de Guimarães e de Elvira Fernandes filha de Fernão Pires Tinhoso. Casou com Dórdia Afonso de Riba Douro filha de Afonso Viegas “o Moço” e de Aldara Pires Espinhel, de quem teve:
1. Guilherme Raimundes,
2. Soeiro Raimundes de Riba de Vizela casou com Urraca Viegas Barroso filha de Egas Gomes Barroso e de Urraca Vasques de Ambia,
3. Dórdia Raimundes Casou por duas vezes, a primeira com D. Mem e a segunda com Pero Anes de Cerveira.